# 荒尾市立平井小学校
荒尾市立平井小学校（あらおしりつ ひらいしょうがっこう）は、熊本県荒尾市上井手にある公立小学校。

## 沿革
- 1873年（明治6年） - 授哺堂創立
- 1874年（明治7年） - 観学堂、噯睿堂、庄山小学校創立
- 1875年（明治8年）
  - - 観学堂を上井手小学校、授哺堂を玉川小学校と改称
  - 6月 - 噯睿堂と庄山小学校が合併し、小代小学校となる。
  - 9月 - 小代小学校を平山小学校と改称
- 1882年（明治15年） - 上井手小学校と玉川小学校が合併し三井小学校となる
- 1885年（明治18年） - 平山小学校を袋西小学校と改称
- 1893年（明治26年） - 三井小学校を井手尋常小学校、袋西小学校を平山尋常小学校と改称
- 1903年（明治36年） - 井手尋常小学校を平井西尋常高等小学校、平山尋常小学校を平井東尋常高等小学校と改称
- 1920年（大正9年） - 平井東尋常高等小学校と平井西尋常高等小学校が合併し平井尋常高等小学校となる。
- 1941年（昭和16年） - 平井国民学校と改称
- 1947年（昭和22年） - 荒尾市立平井小学校と改称